# Golden Gate Park
Il Golden Gate Park, situato a San Francisco (California), è un grande parco cittadino rettangolare di 1017 acri (4,1 km²), 174 acri in più di Central Park a New York, al quale è spesso paragonato. Con 13 milioni di visitatori annuali, il Golden Gate Park è il terzo parco urbano più visitato degli Stati Uniti dopo Central Park a New York e Lincoln Park a Chicago.

## Caratteristiche principali

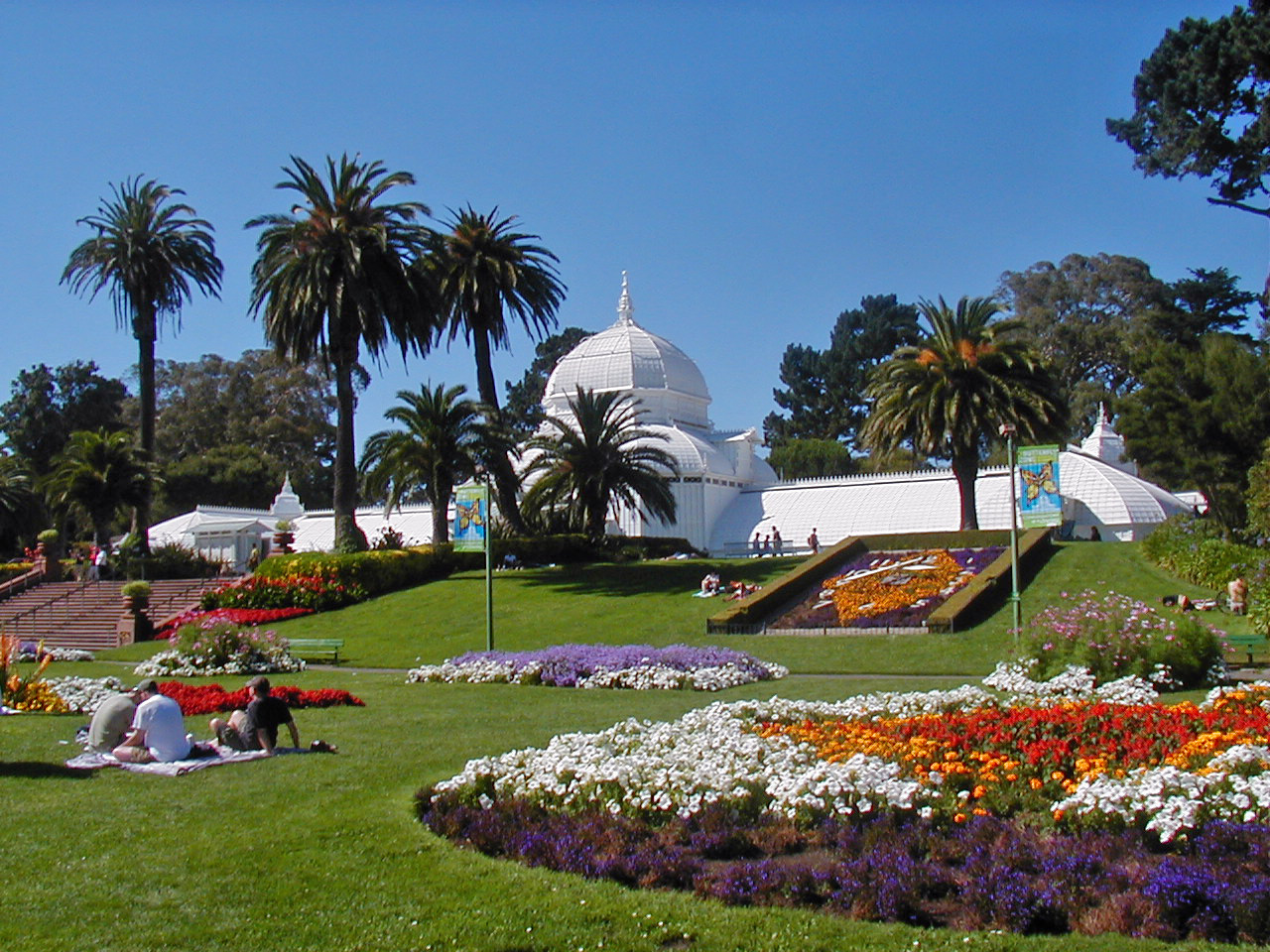
Il Conservatorio dei fiori

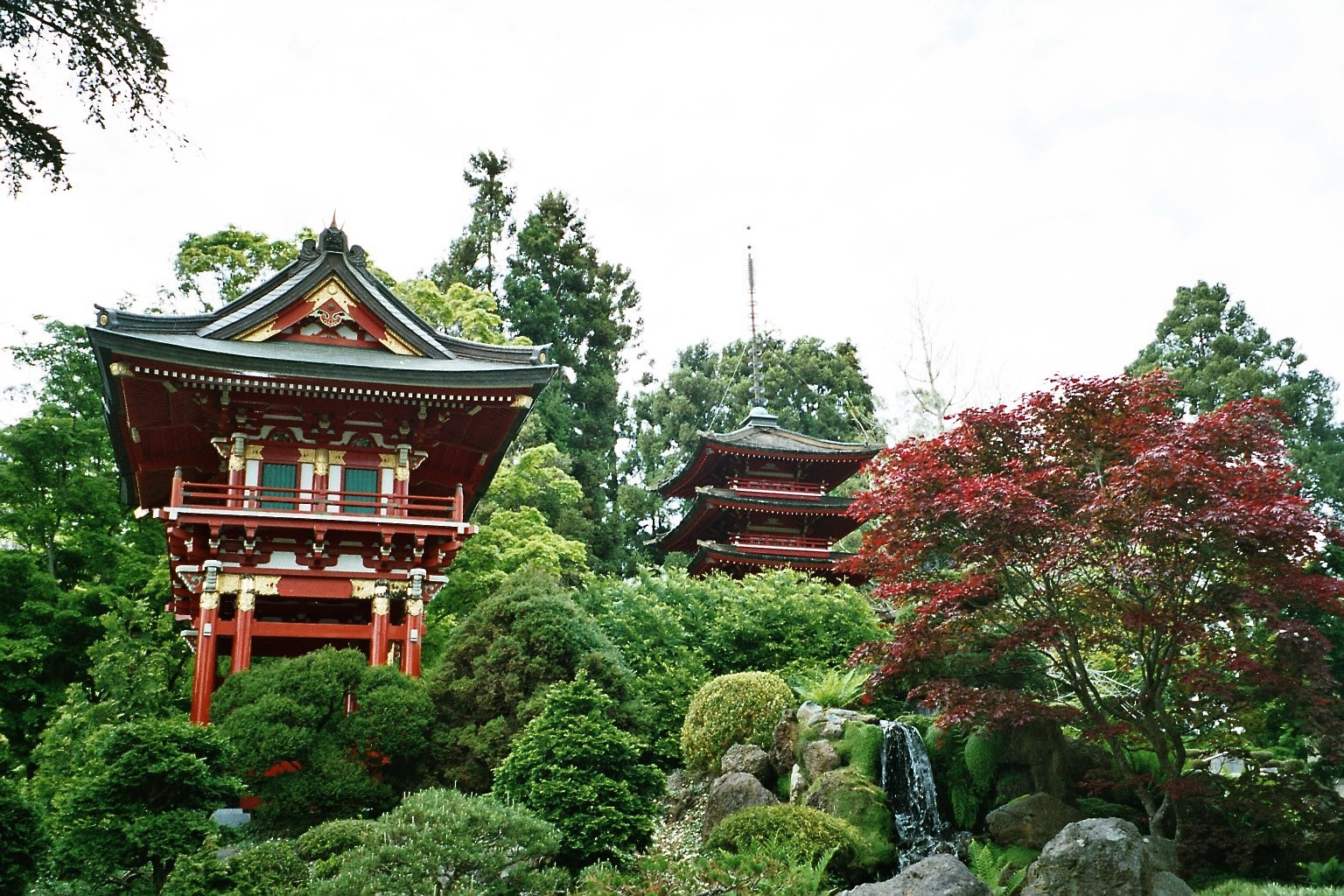
Scorcio del giardino del tè giapponese

Aperto negli anni settanta dell'Ottocento, il Golden Gate Park misura 5 km di lunghezza, 0,8 di larghezza, una superficie totale di 4,5 km quadrati e conta 10 km di piste ciclabili e più di un milione di alberi. Comprende inoltre diversi edifici e giardini:
- Il De Young Memorial Museum, inaugurato nel 1921, che ospita diversi dipinti di artisti americani (Hopper, Whistler, ecc.).
- Il Conservatorio dei fiori è una serra in stile vittoriano, costruita nel 1878, una delle più grandi al mondo; è stata restaurata nel 1883 da Charles Crocker, ed è miracolosamente sopravvissuta al terremoto del 1906 e al fuoco nel 1918. È stata comunque chiusa al pubblico tra il 1933 e il 1946. Nel 1995 è stata danneggiata da una tempesta e fino al 2003 è stata in fase di restaurazione.
- Il giardino del tè giapponese (Japanese Tea Garden): inaugurato nel 1894, è un luogo caratterizzato dalla presenza di pagode, bonsai, e stagni. Questo giardino giapponese è il più antico degli Stati Uniti.
- National AIDS Memorial Grove: è un luogo creato nel 1988 per raccogliere i nomi dei malati di AIDS. Questo è il primo memoriale del suo genere negli Stati Uniti.
- Lo Strybing Arboretum ospita il giardino botanico di San Francisco. Vi si contano più di 7.500 specie di piante.
- Laghi artificiali: all'interno del parco vi sono il Lago Stow, caratterizzata da un'isola alta oltre 140 m dalla quale fuoriesce una cascata, e il Lago Spreckels, situato a nord del parco.
- Il Kezar Stadium: costruito tra il 1922 e il 1925 nell'angolo sud-est del parco, con una capacità di 59 000 posti a sedere, è stato demolito nel 1989 e sostituito da un moderno stadio di 10 000 posti a sedere.
- Il recinto dei bisonti: i bisonti sono stati tenuti nel Golden Gate Park dal 1891, quando una piccola mandria è stata acquistata su commissione del parco. Nel 1899 è stato creato il recinto nella sezione occidentale del parco. Gli animali oggi sono curati dal personale dello Zoo di San Francisco
- La California Academy of Sciences: è un grande museo di storia naturale, e ospita anche lo Steinhart Aquarium ed il Morrison Planetarium. L'Accademia organizza mostre su rettili e anfibi, sull'astronomia, sulla vita preistorica, sulle gemme e minerali vari, sui terremoti, e sulla vita acquatica. Nel settembre del 2008 è stato inaugurato un edificio completamente nuovo per il museo progettato da Renzo Piano.